# Hylyphantes tanikawai
Hylyphantes tanikawai är en spindelart som beskrevs av Ono och Saito 200. Hylyphantes tanikawai ingår i släktet Hylyphantes och familjen täckvävarspindlar. Inga underarter finns listade i Catalogue of Life.